# Victor Schertzinger
Victor L. Schertzinger (Mahanoy City, 8 april 1888 – Hollywood, 26 oktober 1941) was een Amerikaans componist en filmregisseur.

## Levensloop
Victor Schertzinger studeerde muziek aan Brown en aan de Vrije Universiteit Brussel. Hij reisde de wereld rond als violist, voordat hij zich profileerde als dirigent voor symfonieorkesten. Hij kwam voor de eerste keer in contact met de filmwereld, toen hij in 1916 de opdracht kreeg om de film Civilization van muzikale begeleiding te voorzien. Kort daarop ging hij een reeks films regisseren met de destijds populaire acteur Charles Ray. Met de intrede van de geluidsfilm ging Schertzinger zich almaar meer concentreren op zijn werk als componist. Hij schreef onder meer enkele nummers voor de muziekfilm The Love Parade (1929). One Night of Love (1934) geldt als zijn grootste succes. Voor deze film werd hij genomineerd voor de Oscar voor beste regie.
Schertzinger stierf op 53-jarige leeftijd onverwacht aan een hartaanval.

## Filmografie
- 1917 - The Pinch Hitter
- 1917 - The Millionaire Vagrant
- 1917 - The Clodhopper
- 1917 - Sudden Jim
- 1917 - The Son of His Father
- 1917 - His Mother's Boy
- 1918 - The Hired Man
- 1918 - The Family Skeleton
- 1918 - Playing the Game
- 1918 - His Own Home Town
- 1918 - The Claws of the Hun
- 1918 - A Nine O'Clock Town
- 1918 - Coals of Fire
- 1918 - Quicksand
- 1918 - String Beans
- 1919 - Hard Boiled
- 1919 - Extravagance
- 1919 - The Sheriff's Son
- 1919 - The Homebreaker
- 1919 - The Lady of Red Butte
- 1919 - When Doctors Disagree
- 1919 - Other Men's Wives
- 1919 - Upstairs
- 1919 - Jinx
- 1920 - Pinto
- 1920 - The Blooming Angel
- 1920 - The Slim Princess
- 1920 - What Happened to Rosa
- 1921 - The Concert
- 1921 - Beating the Game
- 1921 - Made in Heaven
- 1922 - The Bootlegger's Daughter
- 1922 - The Kingdom Within
- 1922 - Head Over Heels
- 1922 - Mr. Barnes of New York
- 1923 - Long Live the King
- 1923 - Dollar Devils
- 1923 - Refuge
- 1923 - The Lonely Road
- 1923 - The Man Next Door
- 1923 - The Scarlet Lily
- 1923 - The Man Life Passed By
- 1923 - Chastity
- 1924 - Bread
- 1924 - A Boy of Flanders
- 1925 - Man and Maid
- 1925 - Thunder Mountain
- 1925 - The Golden Strain
- 1925 - Flaming Love
- 1925 - The Wheel
- 1926 - The Lily
- 1926 - Siberia
- 1926 - The Return of Peter Grimm
- 1927 - Stage Madness
- 1927 - The Heart of Salome
- 1927 - The Secret Studio
- 1928 - The Showdown
- 1928 - Forgotten Faces
- 1929 - Redskin
- 1929 - Nothing But the Truth
- 1929 - Fashions in Love
- 1929 - The Wheel of Life
- 1929 - The Laughing Lady
- 1930 - Paramount on Parade
- 1930 - Safety in Numbers
- 1930 - Heads Up
- 1931 - The Woman Between
- 1931 - Friends and Lovers
- 1932 - Strange Justice
- 1932 - Uptown New York
- 1933 - The Constant Woman
- 1933 - Cocktail Hour
- 1933 - My Woman
- 1934 - One Night of Love
- 1934 - Beloved
- 1935 - Let's Live Tonight
- 1935 - Love Me Forever
- 1936 - The Music Goes 'Round
- 1937 - Something to Sing About
- 1939 - The Mikado
- 1940 - Road to Singapore
- 1940 - Rhythm on the River
- 1941 - Road to Zanzibar
- 1941 - Kiss the Boys Goodbye
- 1941 - Birth of the Blues
- 1942 - The Fleet's In